# Jacqueline Mazéasová
Jacqueline Mazéasová (10. října 1920 – 9. července 2012) byla francouzská atletka, která startovala hlavně v hodu diskem. Narodila se v Denain. Startovala za Francii na letních olympijských hrách v roce 1948, které se konaly v Londýně ve Velké Británii, kde získala bronzovou medaili.